# Лохвицька 2-га сотня
Друголохвицька сотня — адміністративно-територіальна та військова одиниця Лубенського полку Гетьманщини (1760-1782). Виділена у час праління Гетьмана Кирила Розумовського зі складу Лохвицької сотні.
Сотенний центр: містечко Лохвиця, нині — райцентр Полтавської області України.

## Історія
Друголохвицька сотня виділена зі складу великої Лохвицької сотні. Однією з причин була політика подрбінення сотень Гетьманщини, яку проводив Гетьман Кирило Розумовський. У такий спосіб вирішувалися, зокрема, проблеми старшинських урядів. 1760 булаву Друголохвицького сотника отримав відомий лохвицький діяч Іван Огранович, який уже посідав сотенний уряд у 1740—1745 роках, користуючись, очевидно, протекцією Андрія Розумовського.
Після анексії Гетьманщини Російською імперією 1782, територія Друголохвицької сотні включена до складу Новгородсько-Сіверського намісництва.

## Сотники
- Огранович Іван Корнійович (1760—1782).